# چروکی سیتی، آرکانزاس
چروکی سیتی (به انگلیسی: Cherokee City) یک منطقهٔ مسکونی در ایالات متحده آمریکا است که در شهرستان بنتون، آرکانزاس واقع شده‌است. چروکی سیتی ۱٫۲۱ کیلومتر مربع مساحت و ۲٬۵۲۲ نفر جمعیت دارد و ۳۵۲٫۰۵ متر بالاتر از سطح دریا واقع شده‌است.